# Рипус (посёлок)

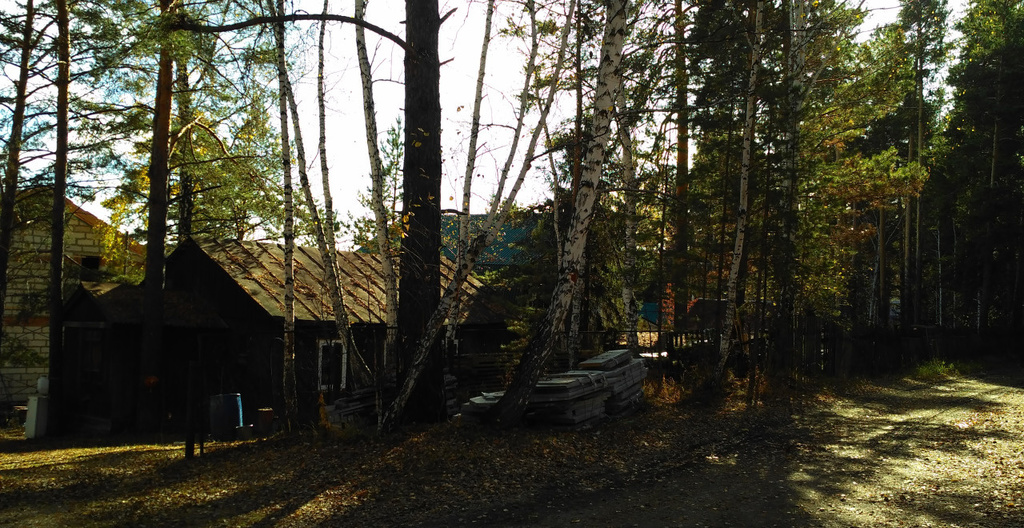

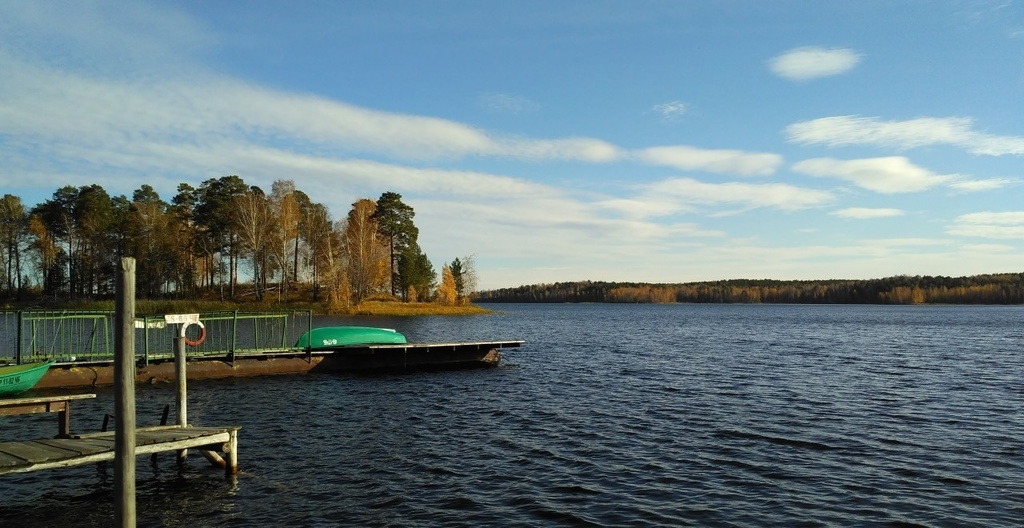

Ри́пус — посёлок железнодорожной станции в Кыштымском городском округе Челябинской области России.

## География
Расположен на северо-западном берегу озера Увильды, у залива Окуневка. Расстояние до центра городского округа Кыштыма 20 км. В посёлке расположен одноимённый остановочный пункт на месте бывшей железнодорожной станции Южно-Уральской железной дороги.

## История
Основан в 1932 году вблизи хутора Увильды, при участке по разведению рипуса. Назван в честь сорта рыбы. Первоначально подчинялся Кыштымскому горсовету. В конце 1930-х гг имелись школа, пекарня, магазин. Жители были заняты на строительстве железной дороги. В годы Великой Отечественной войны проживали заключенные из исправительно-трудовой колонии посёлка Увильды. В течение нескольких лет они проложили вместо старой узкоколейки новую ширококолейную ветку. Впоследствии некоторые из них остались в поселке, занимались обслуживанием железной дороги.

## Население
| 2002 | 2010 |
| ---- | ---- |
| 10   | ↘3   |

Сейчас в посёлке практически нет местных жителей.

## Инфраструктура
В посёлке отсутствует регулярное транспортное сообщение с Кыштымом. Магазинов нет. Здесь проходят спортивные мероприятия по ловле рыбы. Расположено много дач, рядом с посёлком есть бывший пионерский лагерь им. Павлика Морозова.